# Sõmeru, Märjamaa
Sõmeru este un sat situat în partea de vest a Estoniei, în regiunea Rapla. Aparține comunei Märjamaa.